# Jiří Karásek ze Lvovic

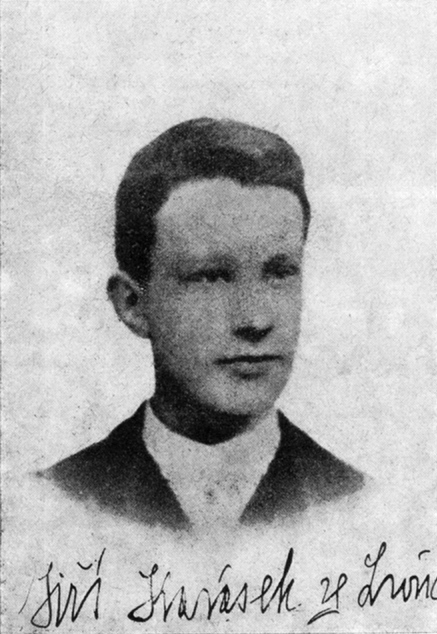
Jiří Karásek ze Lvovic a la edad de 20 años

Jiří Josef Antonín Karásek ze Lvovic, de nombre real Josef Karásek, (Praga-Smíchov, 24 de enero de 1871 - Praga, 5 de marzo de 1951) fue un poeta, escritor y crítico literario checo, máximo representante del Decadentismo checo. Utilizó técnicas impresionistas como crítico. 
Organizó el Museo Postal de Praga, también fue coleccionista de pequeños gráficos y trabajó en la revista de Bibliófilo checo. Estaba interesado en el ocultismo y fue miembro de la sociedad checa de hermética Universalia. 
Añadió el apodo «de Lvovic» a su nombre sobre la base de su afirmación de que era descendiente de un astrónomo del siglo XVI, Cyprián Karásek Lvovický, lo que estaba relacionado con el interés de los decadentistas por invocar la aristocracia.

## Curriculum vitae
Nació en la familia del conductor de trenes Andreas Karásk (1830-1900) y su esposa Anna, de soltera Anna Feitová (1839-??). Tenía 6 hermanos, dos de los cuales murieron siendo niños. Fue bautizado como Josef Karásek.
Algunas fuentes secundarias mencionan su nombre como Jiří Antonín Karásek o Josef Jiří Antonín Karásek «como su nombre propio». En una solicitud a la policía de 1900, figura como Josef Georg, una forma alemanizada de su nombre.
Después de graduarse de la escuela primaria Malostranské en Praga en 1889, continuó en la Facultad de Teología de la ciudad, donde pasó menos de dos años. Luego vivió durante un año en Baviera. A partir de 1891 comenzó a trabajar en oficina de correos, para ser nombrado posteriormente director de la biblioteca del Ministerio de Correos y director del Museo Postal y su archivo. 
En 1894 fundó, junto con Arnošt Procházka, y publicó la revista Modern revue, en la que se publicaban principalmente textos en checo y del Decadentismo francés. Al año siguiente, en el número de junio de la revista, Karásek escribió por primera vez en la historia checa una defensa pública del sentimiento homoerótico, que le afectaba personalmente. Durante la Primera República, gradualmente publicó dos «cartas por la reforma sexual»: Hlas [Voz] y Nový hlas [Nueva voz]. 
Karásek también fue escritor, autor de varias colecciones de poesía y prosa (novelas y cuentos cortos). Su poesía tiene los rasgos típicos del Decadentismo (erótica, morbosa, con motivos libertinos, anémico, aristócrata moral, etc.); la segunda colección fue confiscada por su «inmoralidad». Sus cuentos y las novelas representan la forma checa de la novela gótica. Algunas de sus novelas están ahora clasificadas dentro de la literatura de ciencia ficción. 
Cultivó una conexión espiritual con el pintor Jan Zrzavý, que inspiró diversos poemas decadentistas de Karásek. En 1910 Zrzavý regaló al poeta su dibujo La cabeza de Juan Bautista. Karásek también inauguró la exposición de Zrzavý en Brno, en febrero de 1948, la última en mucho tiempo. Murió casi olvidado en Praga en 1951, de neumonía. 

### Galería Karásek
A lo largo de su vida, coleccionó apasionadamente arte eslavo. Su colección era de las más completas de su tipo en la República Checa, estando formada por una extensa biblioteca privada (48 000 volúmenes)  y colección de objetos de arte (40 000 artículos). En 1922 dedicó la llamada Galería Karásek a la Comunidad Checoslovaca Sokol (ČOS). A partir de 1925, la galería se encontraba en la sede del ČOS en la Casa Tyršov en Praga, con la condición de que gestionaran la colección el resto de su vida. Desde 1954 forma parte del Monumento Nacional a la Literatura ubicado en Strahov, en Praga.

## Obra

### Obra literaria
- Zazděná okna [Ventanas amuralladas] (1894)
- Sodoma (1895) - fue prohibida por la censura y no se volvió a publicar hasta diez años después, tras la interpelación del diputado socialdemócrata Josef Hybeš en el Parlamento de Viena
- Stojaté vody [Aguas estancadas] (1895), prosa
- Kniha aristokratická [Un libro aristocrático] (1896): una nueva edición de los poemas de la colección de Sodoma que no fueron confiscados por la censura.
- Sexus necans [Sexus necans] (1897)
- Gotická duše [Un alma gótica] (1900, edición revisada de 1905 y 1921. Edición en español de Caleidoscopio de Libros, 2024. Traducción de Héctor F. Santiago)
- Impresionisté a ironikové [Impresionistas e irónicos], (1903)
- Hovory se smrtí [Conversaciones con la muerte] (1904),
- Romány tří mágů: I. Román Manfreda Macmillena (1907), II. Scarabæus (1908), III. Ganymede (1925) [La historia de tres magos: I. Manfred Macmillen (edición en español de Caleidoscopio de Libros, otoño de 2025), II. Scarabæus (edición en español de Caleidoscopio de Libros, 2026), III. Ganímedes (edición en español de Caleidoscopio de Libros, 2027)]
- Endimión (1909)
- Ostrov vyhnanců [La isla de los exiliados] (1912)
- Písně tulákovy o životě a smrti [Canciones de un vagabundo o vida y de la muerte] (1930)
- Ztracený ráj [El paraíso perdido] (1938)
- Zplozenci pekla [Criadores del infierno] (1940) una novela reelaborada de Josef Jiří Kolár
- Poslední vinobraní [La última cosecha] (1946)
- Vzpomínky [Memorias] (póstumamente, 1994)

### Publicaciones y artículos profesionales
- «Výstava děl sochaře Rodina v Praze» [Exposición de obras del escultor Rodina en Praga], Moderní revue 8, 1901-1902, p. 474
- Renesanční touhy v umění [Los deseos del Renacimiento en el arte], Praga 1902
- Impresionisté a ironikové [Impresionistas e ironistas], Praga 1903
- Chimérické výpravy [Expediciones quiméricas], Praga 1905
- Umění jako kritika života [El arte como crítica de la vida], Praga 1906
- «František Kobliha», Moderní revue 30, 1923-1924, p. 123
- «Grafika Františka Bílka», Hollar 3, 1925-1926, p. 49-58
- «Grafický kabinet v Karáskově galerii», Hollar 3, 1926-1927, p. 12-25
- «Tvůrcové a epigoni», Kritické studie, Praga 1927
- Cesta mystická [Viaje místico], Praga 1932